# العمليات الإرهابية في العراق عام 2014
تقتصر هذه القائمة على التفجيرات ولا تشمل أشكال الهجمات الأخرى.
- يناير : انفجار شاحنة مفخخة يؤدي إلى مقتل 19 شخصًا في بغداد. [1]
- 5 يناير : قُتل 20 شخصًا في سلسلة تفجيرات استهدفت ضاحية شيعية. [2]
- 15 يناير : قُتل 75 شخصًا في سلسلة تفجيرات في بغداد وبعقوبة. [3]
- 18 يناير : أدت سلسلة من التفجيرات بسيارات مفخخة إلى مقتل 30 شخصًا في الأنبار. [4]
- 30 يناير : دخل ستة انتحاريين مبنى وزارة عراقية وقتلوا 24 شخصًا قبل أن تستعيد قوات الأمن السيطرة عليه. [5]

## فبراير
- 10 فبراير : قُتل 22 شخصًا عندما فجّر إرهابي نفسه عن طريق الخطأ أثناء شرحه لكيفية استخدام الحزام الناسف. [6]
- 13 فبراير : انفجار قنبلتين أسفرت عن مقتل 6 أشخاص وإصابة 18 آخرين في بغداد. [7]
- 18 فبراير : قُتل 33 شخصًا في موجة من التفجيرات بالسيارات المفخخة في بغداد. [8]

## مارس
- 9 مارس : قُتل ما لا يقل عن 32 شخصًا عندما انفجرت حافلة صغيرة محملة بالمتفجرات عند نقطة تفتيش في مدينة الحلة. [9]
- 27 مارس : أسفرت التفجيرات عن مقتل 33 شخصًا في بغداد. [10]

## أبريل
- 9 أبريل : أسفرت تفجيرات السيارات المفخخة عن مقتل 24 شخصًا في جميع أنحاء العراق. [11]
- 20 أبريل : أسفرت تفجيرات السيارات المفخخة والانتحاريون عن مقتل 9 أشخاص وإصابة 39 آخرين. [12]
- 28 أبريل : قتل انتحاري 25 شخصًا في خانقين . [13]

## مايو
- 13 مايو : أدت موجة من التفجيرات بالسيارات المفخخة التي استهدفت الشيعة إلى مقتل 34 شخصًا على الأقل. [14]
- 22 مايو : قُتل ما لا يقل عن 24 زائرًا شيعيًا في ثلاثة تفجيرات في بغداد. [13]
- 27 مايو : أدى تفجير انتحاري إلى مقتل 17 شخصًا في بغداد. [15]

## يونيو
- 8 يونيو : قُتل ما لا يقل عن 18 شخصًا في تفجير استهدف مكتب الحزب السياسي الكردي الذي يتزعمه جلال طالباني . [16]
- 9 يونيو : قُتل ما لا يقل عن 30 شخصًا في تفجير مزدوج استهدف مكاتب حزب سياسي كردي. [17]
- ١٥ يونيو : قُتل ٩ أشخاص وجُرح ٢٠ آخرون إثر هجوم قرب ميدان التحرير. وانفجرت قنابل أخرى بعد حلول الظلام، مما أسفر عن مقتل ٣ أشخاص. [18]
- 25 يونيو : فجر انتحاري نفسه خارج أحد الأسواق في بغداد مما أسفر عن مقتل 13 شخصًا وإصابة 25 آخرين

## يوليو
- 4 يوليو : فجر انتحاري سيارة مفخخة عند موقع لقوات الأمن شمال بغداد، مما أسفر عن مقتل 15 شخصًا. [18]
- 9 يوليو : انفجرت ثلاث سيارات مفخخة أمام محكمة في هيليا مما أسفر عن مقتل خمسة أشخاص وإصابة 17 آخرين. [19]
- 11 يوليو : قُتل 28 شخصًا في أعقاب تفجير انتحاري في كركوت. [20]
- 23 يوليو : أدى تفجير انتحاري إلى مقتل 33 شخصًا في بغداد. [21]
- 24 يوليو : أدى انفجار سيارة مفخخة إلى مقتل 21 شخصًا في بغداد. [22]

## أغسطس
- 23 أغسطس : أدت سلسلة من التفجيرات إلى مقتل 35 شخصًا في جميع أنحاء العراق. [23]
- 26 أغسطس : انفجار سيارة مفخخة يؤدي إلى مقتل 10 أشخاص في بغداد. [24]
- 30 أغسطس : قُتِل 11 شخصًا في هجوم انتحاري في بلدة جنوب بغداد. [25]
- 31 أغسطس : قُتِل 10 أشخاص في الرمادي على يد انتحاريين. [26]

## سبتمبر
- 1 سبتمبر : أدى تفجير انتحاري إلى مقتل 37 شخصًا في غرب العراق. [27]
- 4 سبتمبر : أدى انفجار سيارة مفخخة ومفجر انتحاري إلى مقتل 20 شخصًا على الأقل وإصابة العشرات في بغداد. [28]
- 8 سبتمبر : أدى هجوم انتحاري مزدوج إلى مقتل 9 أشخاص وإصابة 70 آخرين في بلدة شمال بغداد. [29]
- 10 سبتمبر : موجة من التفجيرات الإرهابية أسفرت عن مقتل 30 شخصًا على الأقل في بغداد. [30]
- 11 سبتمبر : موجة من الحوادث الإرهابية أسفرت عن مقتل 17 شخصًا على الأقل وإصابة 50 آخرين. [31]
- 17 سبتمبر : أدى تفجير سيارة مفخخة إلى مقتل 7 أشخاص وتدمير جسر في الرمادي. [32]
- 18 سبتمبر : أسفر تفجيران انتحاريان عن مقتل 13 شخصًا وإصابة 36 آخرين في بغداد. [33]
- 27 سبتمبر : أدى انفجار سيارة مفخخة إلى مقتل 10 أشخاص وإصابة 24 آخرين. [34]

## أكتوبر
- 7 أكتوبر/تشرين الأول : صدم انتحاري بسيارته منازل يستخدمها عناصر الميليشيات الشيعية شمال مدينة سامراء، مما أسفر عن مقتل 17 شخصًا على الأقل. [35]
- 9 أكتوبر : أدى هجوم انتحاري إلى مقتل 10 أشخاص في بعقوبة. [36]
- 12 أكتوبر : سلسلة من التفجيرات الإرهابية في بغداد بما في ذلك هجوم انتحاري أسفرت عن مقتل أكثر من 50 شخصًا. [37] كما أسفرت موجة من التفجيرات في بعقوبة عن مقتل 31 شخصًا وإصابة 70 آخرين. [38]
- 14 أكتوبر : أدى هجوم انتحاري في بغداد إلى مقتل 19 شخصًا وإصابة 35 آخرين. [39]
- 16 أكتوبر : أسفرت ثلاث سيارات مفخخة في بغداد عن مقتل 16 شخصًا وإصابة 48 آخرين. [40]
- 18 أكتوبر : سلسلة من تفجيرات السيارات المفخخة في بغداد أسفرت عن مقتل 24 شخصًا. [41]
- 19 أكتوبر : أدى تفجير انتحاري استهدف الشيعة في بغداد إلى مقتل 19 شخصًا وإصابة أكثر من عشرين آخرين. [42]
- 20 أكتوبر : موجة من التفجيرات التي استهدفت الشيعة أسفرت عن مقتل أكثر من 43 شخصًا. [43]
- 22 أكتوبر : أدى انفجار سيارتين مفخختين في بغداد إلى مقتل 16 شخصًا وإصابة 65 آخرين. [44]
- 27 أكتوبر : أدى هجوم مماثل إلى مقتل 27 مقاتلاً وإصابة 60 آخرين. [45] كما أدى تفجير آخر في بغداد إلى مقتل 14 شخصًا وإصابة 23 آخرين. [46]
- 31 أكتوبر : سلسلة من التفجيرات أسفرت عن مقتل 15 شخصًا بالقرب من بغداد. [47]

## نوفمبر
- 1 نوفمبر : أدت سلسلة من التفجيرات الإرهابية إلى مقتل 24 شخصًا وإصابة العشرات في بغداد. [48]
- 7 نوفمبر : فجر انتحاري نفسه وقتل جنرالًا في الشرطة وأصاب 9 من رجال الشرطة في بيجي. [49]
- 8 نوفمبر : أدت سلسلة من التفجيرات بالسيارات المفخخة إلى مقتل 40 شخصًا وإصابة العشرات في جميع أنحاء العراق. [50]
- 16 نوفمبر : أدت سلسلة من التفجيرات في بغداد إلى مقتل 5 أشخاص وإصابة 20 آخرين. [51]
- 19 نوفمبر : أدى هجوم انتحاري في أربيل إلى مقتل 6 أشخاص وإصابة أكثر من 20 آخرين. [52]
- 23 نوفمبر : أدى انفجار سيارة مفخخة إلى مقتل 7 أشخاص وإصابة 16 آخرين في بلدة جنوب بغداد. [53]

## ديسمبر
- 4 ديسمبر : سلسلة من التفجيرات تسفر عن مقتل 35 شخصًا في بغداد وكركوك. [54]
- 24 ديسمبر : فجر انتحاري نفسه مما أدى إلى مقتل 26 شخصًا وإصابة 56 آخرين جنوب بغداد. [55]